# MO-120-RT61
MO-120-RT-61 (фр. Mortier rayé tracté de 120 mm modèle F1 — 120-мм буксируемый нарезной миномёт модели F1) — французский 120-мм нарезной миномёт производства компании «Брандт».

## Описание
Разработан для замены ранее находившихся на вооружении французской армии миномётов MO-120 AM-50. На вооружение поступил в 1973 году. Миномёт оснащается нарезным стволом.
Для стрельбы используется стандартные 120 мм миномётные боеприпасы НАТО.
Миномёт широко экспортировался в различные страны мира. Производился по лицензии в ФРГ, Италии, Бельгии, Нидерландах, Бразилии, Турции и США, в ряде этих стран поступил на вооружение национальных армий.

## Варианты и модификации
- MO-120-LT — гладкоствольная версия для горной артиллерии.
- HY-12 «Tosam» — миномёт MO-120-RT-61 турецкого производства, выпускается по лицензии компанией MKEK

## Страны-эксплуатанты

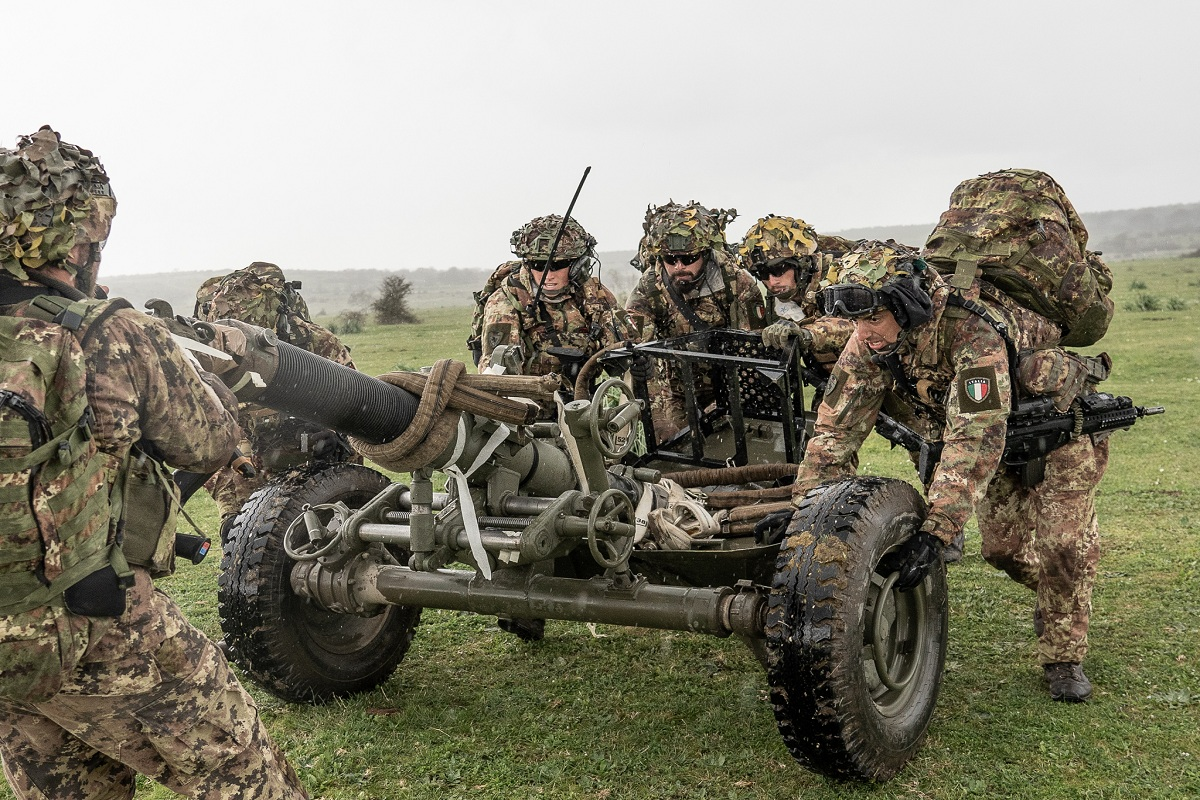
Солдаты 2-го альпийского полка СВ Италии с миномётом MO-120 RT в ходе учений Monte Romano 1-25 в марте 2025.

- Азербайджан — некоторое количество MO-120-RT61 по состоянию на 2018 год[1]
- Бельгия — 32 RT-61 по состоянию на 2024 год[2].
- Венесуэла:
  - Сухопутные войска Венесуэлы — 60 Brandt АМ-50 по состоянию на 2018 год[3]
  - Морская пехота Венесуэлы — 12 Brandt АМ-50 по состоянию на 2018 год[4]
- Замбия — 12 Brandt АМ-50 (MO-120-RT61) по состоянию на 2021 год[5]
- Индонезия — 75 Brandt АМ-50 по состоянию на 2018 год[6]
- Италия — 62 Brandt АМ-50 + 148 RTF1 (RT-61) по состоянию на 2024 год[7]
- Камерун — 16 Brandt АМ-50 по состоянию на 2018 год[8]
- Катар — 15 Brandt АМ-50 по состоянию на 2018 год[9]
- Кения — 12 Brandt АМ-50 по состоянию на 2021 год[10]
- Кувейт — 12 RTF1 по состоянию на 2018 год[11]
- Ливан — 29 Brandt АМ-50 по состоянию на 2018 год[12]
- Мавритания — 30 Brandt АМ-50 по состоянию на 2018 год[13]
- Марокко — 550 Brandt АМ-50 по состоянию на 2018 год[14]
- Мексика — 75 Brandt АМ-50 по состоянию на 2018 год[15]
- Нидерланды — 18 Brandt АМ-50 по состоянию на 2024 год[16]
- Нигер — 4 по состоянию на 2016 год[17]
- ОАЭ — 21 Brandt АМ-50 по состоянию на 2018 год[18]
- Оман — 12 Brandt АМ-50 по состоянию на 2018 год[19]
- Пакистан — около 1000 Brandt АМ-50 по состоянию на 2018 год[20]
- Саудовская Аравия — 110 Brandt АМ-50 по состоянию на 2018 год[21]
- Сенегал — 32 по состоянию на 2018 год[22]
- США — на вооружении с 2001 года под наименованием M327 120mm Expeditionary Fire Support System
  - Корпус морской пехоты США — 49 M327 на хранении по состоянию на 2024 год[23].
- Тунис — 18 по состоянию на 2018 год[24]
- Турция
  - Сухопутные войска на Кипре — некоторое количество HY-12 по состоянию на 2018 год[25]
  - Турецкая жандармерия — некоторое количество HY-12 (Mortier 120mm Rayé Tracté Modèle F1)[26]
- Франция — 128 по состоянию на 2018 год[27]
  - 1-й артиллерийский полк марин — некоторое количество RTF1 (MO-120-RT61)[28]
  - 11-й артиллерийский полк марин — некоторое количество RTF1 (MO-120-RT61)[29]
  - 40-й артиллерийский полк — некоторое количество RTF1 (MO-120-RT61)[30]
  - 35-й парашютный артиллерийский полк — RTF1 (MO-120-RT61)[31]
  - 93-й горноартиллерийский полк — некоторое количество RTF1 (MO-120-RT61)[32]
- Украина — некоторое количество по состоянию на 2022 год[33]
- Чад — 10 Brandt АМ-50 по состоянию на 2018 год[34]
- Япония — Вооружённые силы Японии, приняты на вооружение[35] в 1993 году[36]. По данным отчета Японии в ООН, в 2021 году на вооружении имелось 460 миномётов[37], в 2023 году — 480[38].

## Галерея

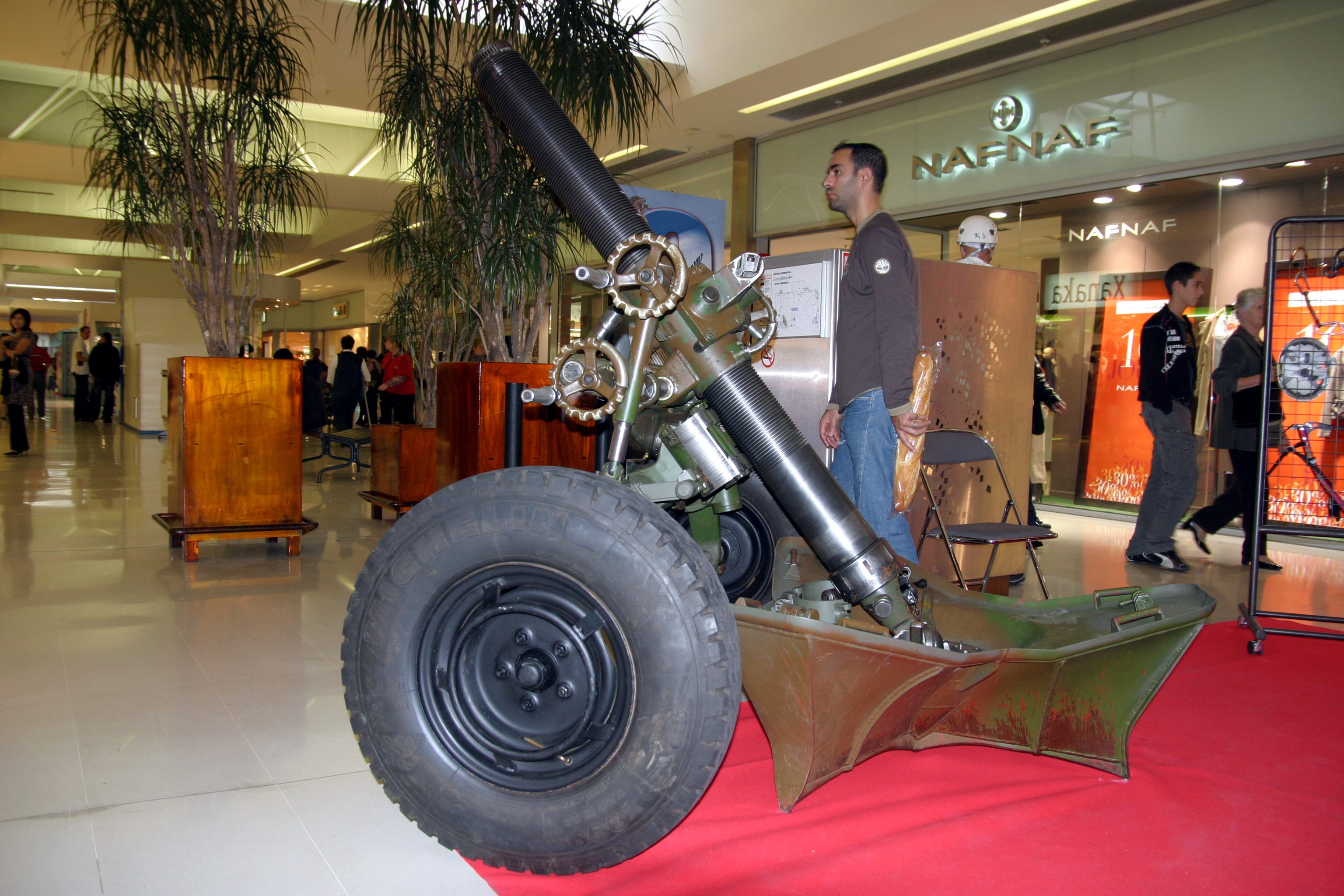
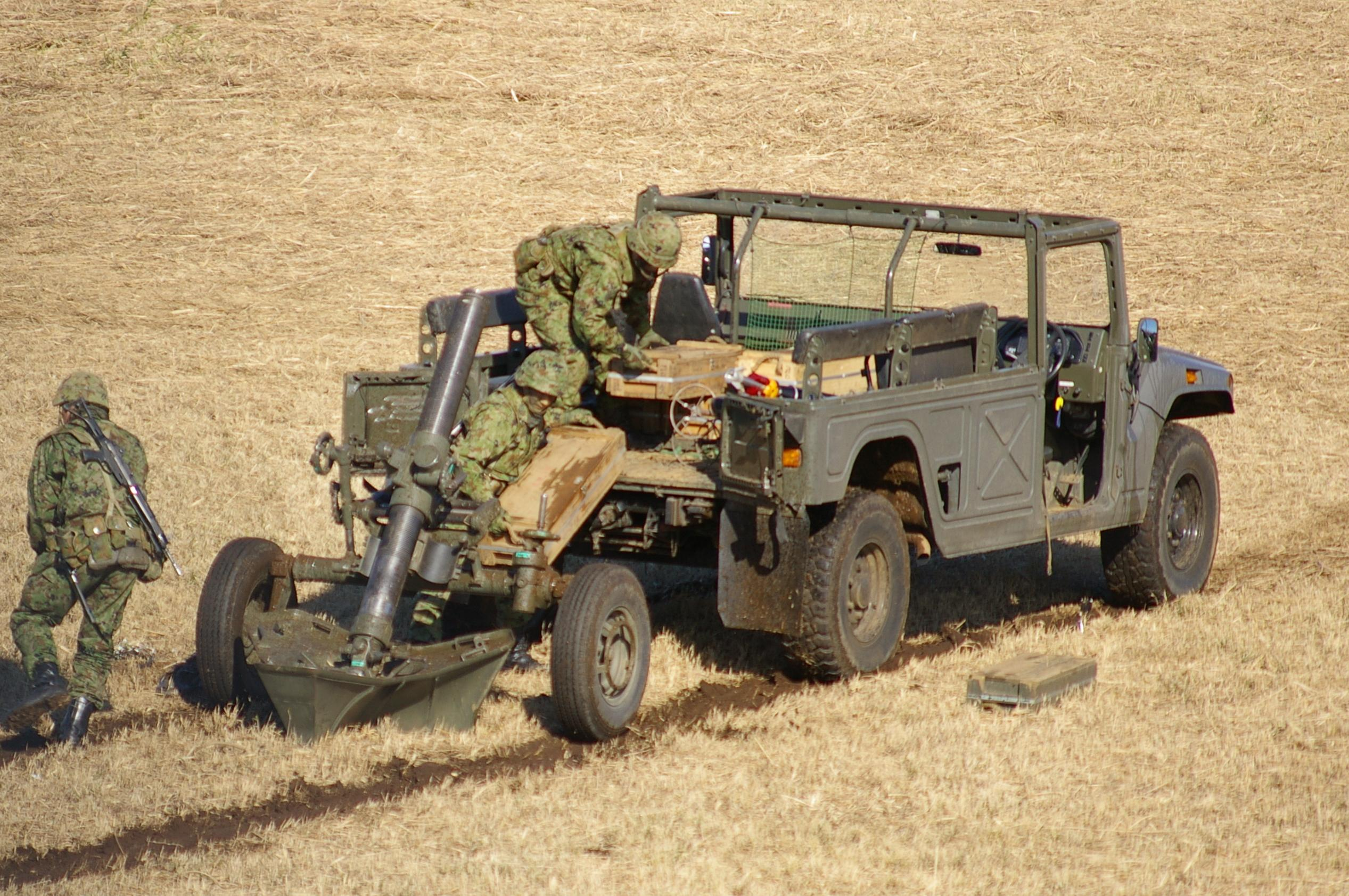
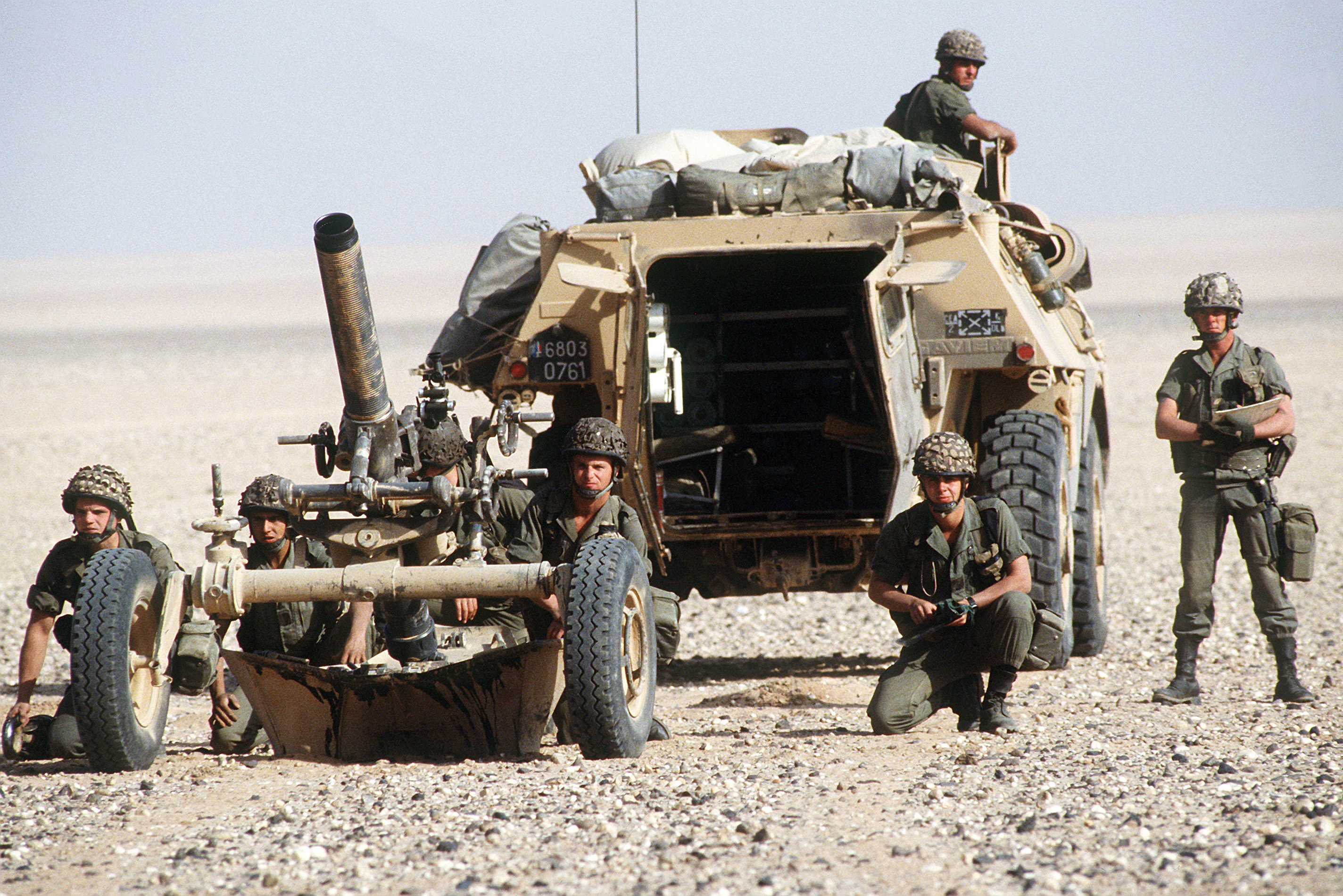
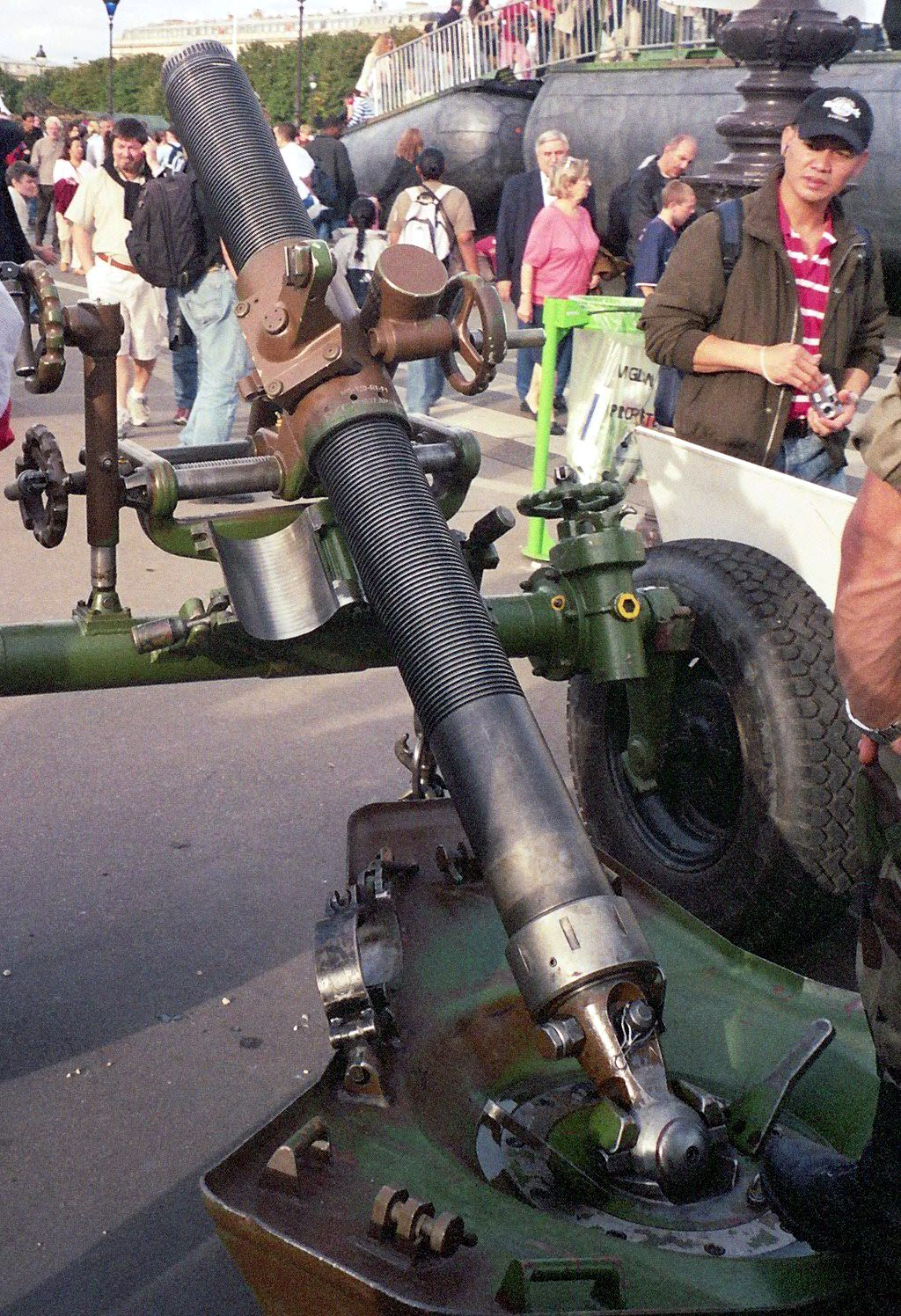
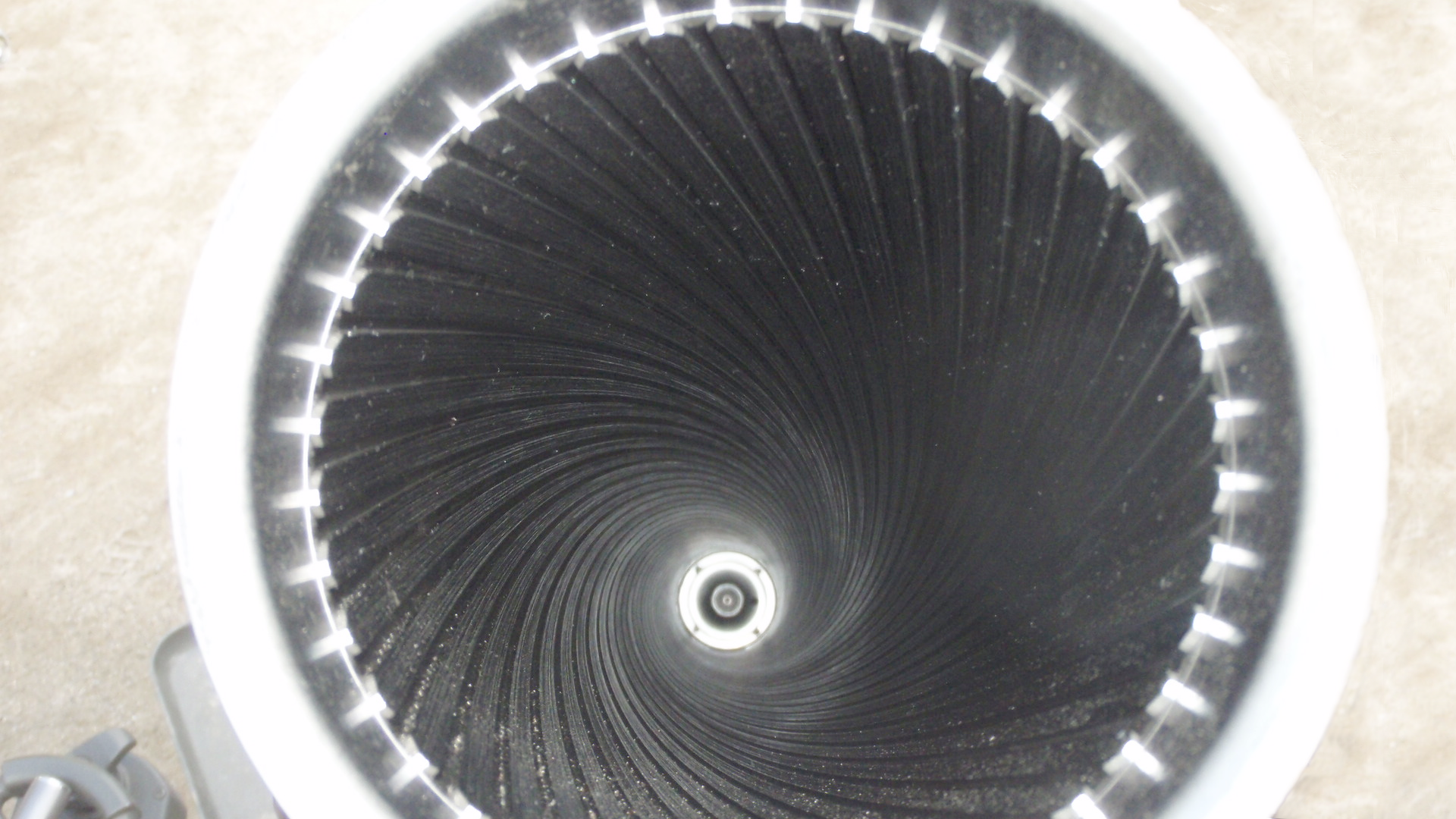